# سیارک ۷۶۶۶
سیارک ۷۶۶۶ (به انگلیسی: 7666 Keyaki، نامگذاری:1994VC1) هفت هزار و ششصد و شصت و ششمین سیارک کشف شده‌است که در ۴ نوامبر ۱۹۹۴ کشف شد.
قدر مطلق سیارک برابر ۱۳٫۸۰ است.